# Pokémon Ultra-Soleil et Ultra-Lune
Pokémon Ultra-Soleil et Pokémon Ultra-Lune (ポケットモンスター ウルトラサン・ウルトラムーン, Poketto Monsutā Urutorasan & Urutoramūn) sont deux jeux vidéo de rôle de la série Pokémon développés par Game Freak sous la direction de Junichi Masuda. Les jeux sont sortis le 17 novembre 2017 sur Nintendo 3DS.
Les jeux sont des versions améliorées de Pokémon Soleil et Lune, proposant de nouveaux éléments de scénarios. À la différence des versions Émeraude ou Platine, cinq nouveaux Pokémon sont rajoutés dans la région d'Alola (plus quatre nouvelles formes).

## Synopsis
Vous incarnez un(e) dresseur(euse) débutant(e) de l'âge de onze ans, vous venez d'emménager dans la région d'Alola, un archipel de quatre îles et une artificielle. Vous partirez à l'aventure afin d'accomplir votre tour des îles accompagné de votre Pokémon de départ (Brindibou, Flamiaou ou Otaquin), de votre rival Tili et de Lilie, tout en suivant les conseils du Motisma-Dex et du professeur Euphorbe. La Team Skull se dressera sur votre chemin à plusieurs reprises, vous ferez la connaissance de la mystérieuse Fondation Æther qui a pour objectif de soigner les Pokémon blessés par la Team Skull et de l'Ultra-Commando qui réalise des recherches autour d'un Pokémon surnommé "le grand radieux" qui a pour talent de manipuler la lumière (Necrozma). Pour sauver la région d'Alola de la menace du grand radieux, seuls les Pokémon légendaires Solgaleo et Lunala pourront vous aider. Voyagez à travers Alola, les Ultra-Brèches, découvrez l'Ultra-Mégalopole, la Rainbow Rocket, obtenez le titre de maître de la Ligue et percez le mystère du grand radieux.

## Développement
La première bande-annonce a été publiée lors d'un Pokémon Direct diffusé le 6 juin 2017. De multiples bandes-annonces ont été postées jusqu'à la sortie du jeu pour dévoiler du contenu.
Il s'agit des derniers jeux de rôle Pokémon sur Nintendo 3DS.

## Accueil

### Critique
Pokémon Ultra-Soleil et Ultra-Lune ont reçu des critiques positives de la part de la presse spécialisée.

### Ventes
En trois jours de commercialisation au Japon, le jeu s'est écoulé à près de 1,2 million d'exemplaires.
En avril 2018, Nintendo annonce 7,51 millions de ventes dans le monde.